# さくら学院 2013年度 〜絆〜
『さくら学院 2013年度 〜絆〜』（さくらがくいん にせんじゅうさんねんど きずな）は、さくら学院の4thアルバム。2014年3月12日にユニバーサルJから発売された。

## 概要
初回限定「さ」・「く」・「ら」盤、通常盤の4形態での発売。初回限定「さ」・「く」・「ら」盤はCD+DVD、通常盤はCDのみの商品構成。

## 内容
CD（全盤共通）
1. 目指せ!スーパーレディー -2013年度-
作詞：森ハヤシ・生田真心、作曲・編曲：藤本功一
2. 負けるな!青春ヒザコゾウ
作詞：ArikA・masanco・miwa*、作曲・編曲：岡ナオキ
3. Hana*Hana
作詞：稲葉エミ、作曲・編曲：eba・百石元
4. 顔笑れ!!
作詞：上中丈弥、作曲・編曲：パッパラー河合
5. しゃなりはんなりどら焼き姫 / クッキング部 ミニパティ
作詞：稲葉エミ、作曲・編曲：サカモト教授
6. Welcome to My Computer / 科学部 科学究明機構ロヂカ?
作詞・作曲・編曲：EHAMIC
7. 予想以上のスマッシュ / テニス部 Pastel Wind
作詞・作曲：宮川弾、編曲：Dan Miyakawa
8. FRIENDS 〜Unplugged 2013〜 / 中等部3年（堀内まり菜、飯田來麗、杉﨑寧々、佐藤日向） from さくら学院
作詞・作曲・編曲：cAnON.
9. I・J・I
作詞：森由里子、作曲・編曲：Ryo
10. 未完成シルエット
作詞・作曲：cAnON.、編曲：坂部剛
11. Jump Up 〜ちいさな勇気〜
作詞：Wonderland、作曲・編曲：安岡洋一郎
12. ノンストップ☆帰宅部 在宅わっしょい!!（Re-Mix） / 帰宅部 sleepiece（ボーナストラック）
リミックス：HALFBY

DVD：『さくら学院が一流ダンサーと夢のコラボ!...のはずがまさかの大パニック!の巻』（さ盤）
- 「Jump Up 〜ちいさな勇気〜」Music Video
- さくら学院 学年末テスト2013

DVD：『「く盤」クイズ!さくら学院を一番愛しているのは誰だ!?』（く盤）
- 「Hana*Hana」Music Video
- さくら学院 カルトクイズ2013

DVD：『LIVE“Thank you! Oh my friend”』（ら盤）
- 「顔笑れ!!」Music Video
- Unplugged LIVE / 中等部3年（堀内まり菜、飯田來麗、杉﨑寧々、佐藤日向）from さくら学院